# Impatiens assurgens
Impatiens assurgens är en balsaminväxtart som beskrevs av John Gilbert Baker. Impatiens assurgens ingår i släktet balsaminer, och familjen balsaminväxter. Inga underarter finns listade i Catalogue of Life.